# Syon House
Syon House, a ovest di Londra, è la residenza del Duca di Northumberland. Edificio classificato di grado I,  si trova all'interno degli 80 ettari di Syon Park, nel borgo di Hounslow.
La residenza tradizionale della famiglia nel centro di Londra era stata la Northumberland House, ora demolita. L'interno eclettico di Syon House venne progettato dall'architetto Robert Adam nel 1760.

## Storia

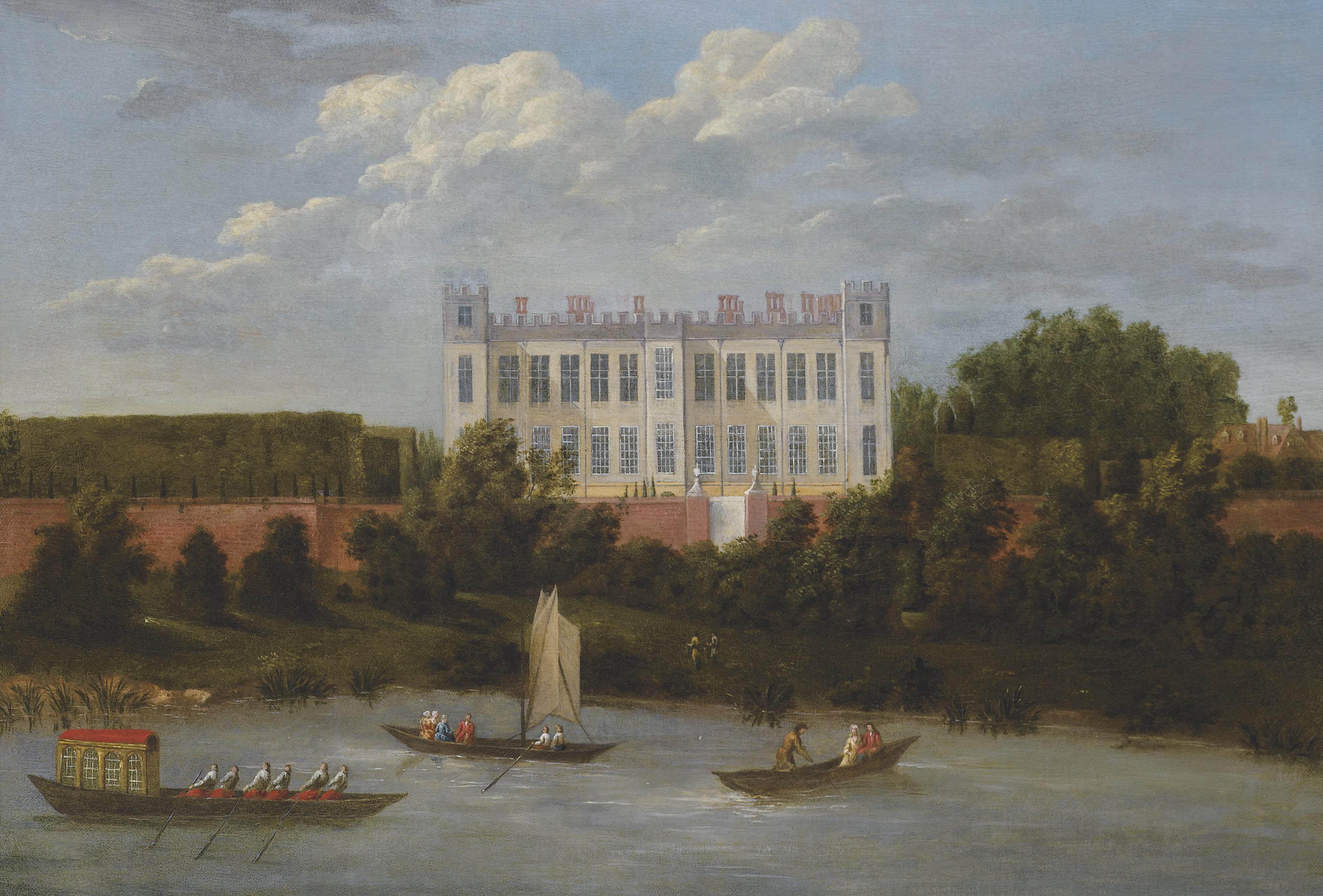
Syon House prima delle modifiche del 1760

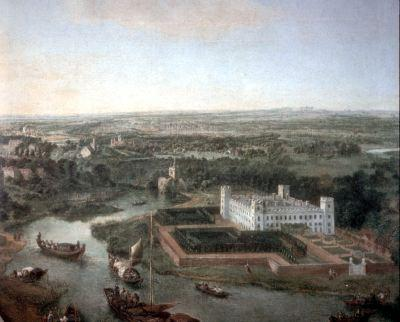
Vista idealizzata della casa, della All Saints Church, di Isleworth e di entrambe le sponde del Tamigi in piena tra il 1700 e il 1750 guardando verso sud, prima della costruzione del Richmond Bridge

Syon House prende il nome dall'Abbazia di Syon, un monastero medievale dell'Ordine delle Brigidine, fondato nel 1415 su un sito vicino dal re Enrico V. L'abbazia si trasferì nel sito ora occupato da Syon House nel 1431. Era uno dei conventi più ricchi del paese e una leggenda locale narra che i monaci di Sheen avessero un tunnel che portava al convento di Syon. Nel 1539 l'abbazia fu chiusa dagli agenti reali durante la dissoluzione dei monasteri e la comunità monastica fu espulsa.
Allo scioglimento dell'abbazia, Syon divenne proprietà della Corona per un breve periodo prima della lunga locazione a Edward Seymour, I duca di Somerset, che fece ricostruire il sito come Syon House in stile rinascimentale italiano prima della sua morte nel 1552. Nel 1541 e parte dell'anno successivo, la quinta moglie di Enrico VIII, Catherine Howard, affrontò la sua lunga prigionia a Syon. Nel febbraio 1542, gli uomini del re la portarono alla Torre di Londra e la giustiziarono con l'accusa di adulterio. Cinque anni dopo, quando il re Enrico VIII morì, la sua bara, sormontata da un'effigie ingioiellata, riposò a Syon House per una notte prima che la processione continuasse verso il suo luogo di sepoltura nella Cappella di San Giorgio nel castello di Windsor.
Lady Jane Grey viveva nella casa nel luglio 1553 con suo marito quando ricevette la notizia che sarebbe diventata regina. 
Nel 1557 fu proposto di convertire il nuovo edificio al precedente uso cattolico, ma Elisabetta I salì al trono prima che questo cambiamento fosse effettuato. Syon fu acquistata nel 1594 da Henry Percy, IX conte di Northumberland (1564–1632) e da allora è rimasta alla sua famiglia.

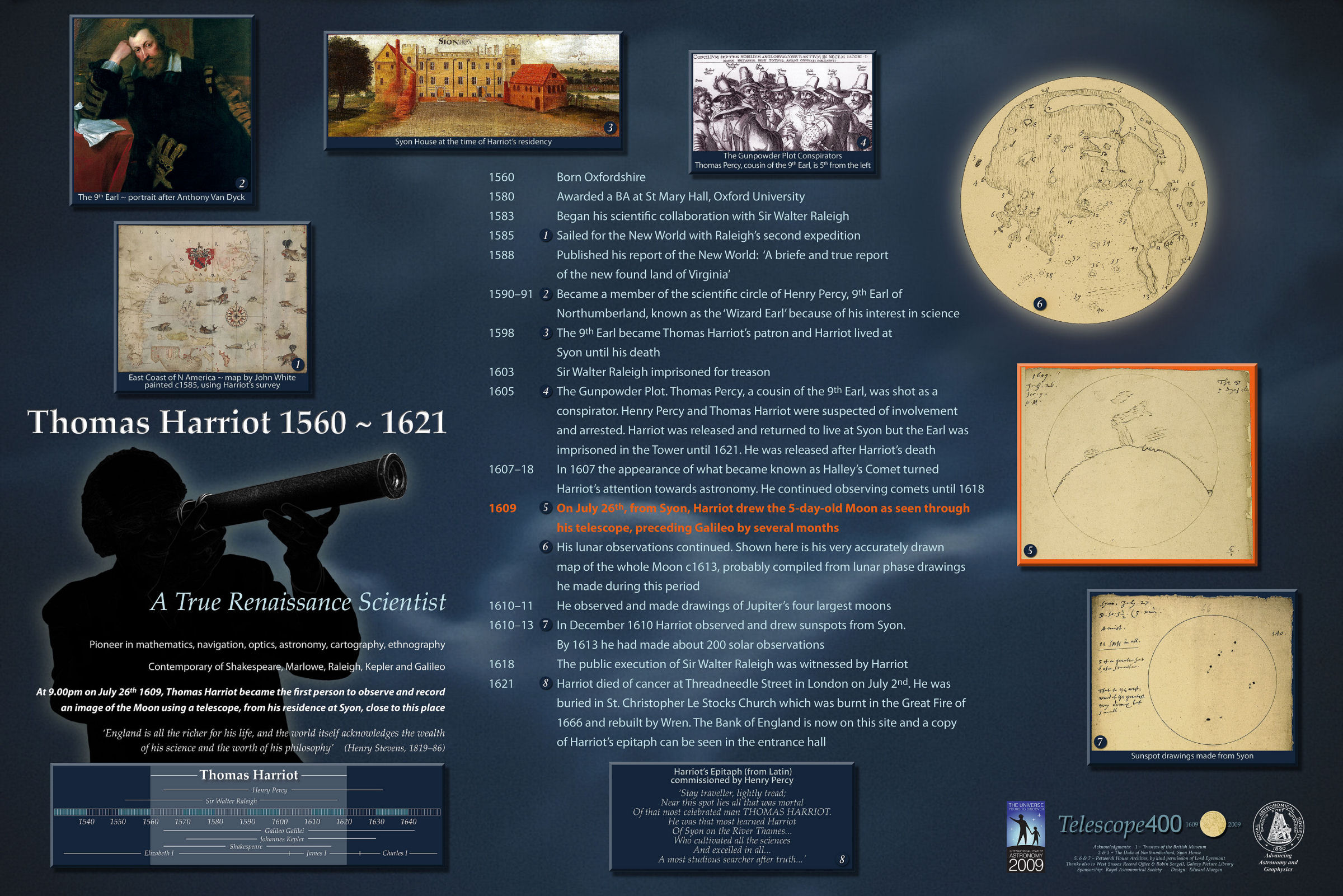
La targa di Thomas Harriot nel parco di Syon House (W. Londra).

Nel 1609, Thomas Harriot stava lavorando a Syon quando usò per la prima volta il telescopio appena inventato per fare disegni astronomici della luna il 26 giugno, diversi mesi prima delle osservazioni di Galileo Galilei. Una targa relativa a Harriot si trova nel parco, non lontano da dove si svolsero le osservazioni.
Alla fine del XVII secolo, Syon era in possesso di Charles Seymour, VI duca di Somerset, attraverso sua moglie, Elizabeth Percy, baronessa Percy. Dopo che la futura regina Anna ebbe un disaccordo con sua sorella, Maria II (moglie di Guglielmo III, noto anche come Guglielmo d'Orange), sulla sua amicizia con Sarah Churchill, contessa di Marlborough, la regina Maria sfrattò la principessa Anna dalla sua residenza di corte a Whitehall e Hampton Court. La principessa Anna venne a vivere a Syon con i suoi amici intimi, i Somerset, nel 1692, dove Anne diede alla luce un bambino nato morto. Poco dopo la nascita, la regina Mary venne a farle visita, chiedendolo di nuovo di licenziare la contessa di Marlborough e se ne andò di nuovo quando Anna rifiutò categoricamente.
Nel XVIII secolo, Hugh Percy, I duca di Northumberland, incaricò l'architetto e interior designer Robert Adam e il paesaggista Lancelot "Capability" Brown di ridisegnare la casa e la tenuta. Nel 1762 iniziarono i lavori per il progetto di ricostruzione degli interni. Cinque grandi stanze sui lati ovest, sud ed est della casa, furono completate prima della cessazione dei lavori nel 1769. Una rotonda centrale, che Adam aveva previsto per lo spazio del cortile interno, non venne realizzata, a causa dei costi.
Nel 1951, Syon House fu aperta al pubblico per la prima volta sotto il decimo duca e duchessa. Successivamente, nel 1995 sotto il XII Duca, anche le stanze familiari furono aperte al pubblico. Poiché la famiglia Percy continua a vivere lì, ha continuato a migliorare la casa. Più di recente la duchessa ha aggiunto un nuovo cortile centrale secondo il progetto della marchesa di Salisbury.
Un restauro di £ 600.000 è stato intrapreso alla fine del 2007, principalmente con lavori sull'area del tetto. Nel 2008 sono iniziati i lavori di restauro della Great Hall e un progetto attuale a lungo termine è il restauro delle Adam Rooms.

## Architettura

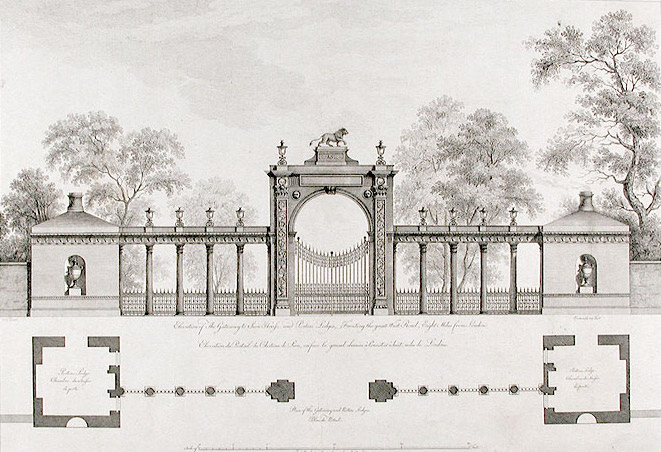
Un progetto per un gateway e portinerie a Syon House di Robert Adam, c. 1769

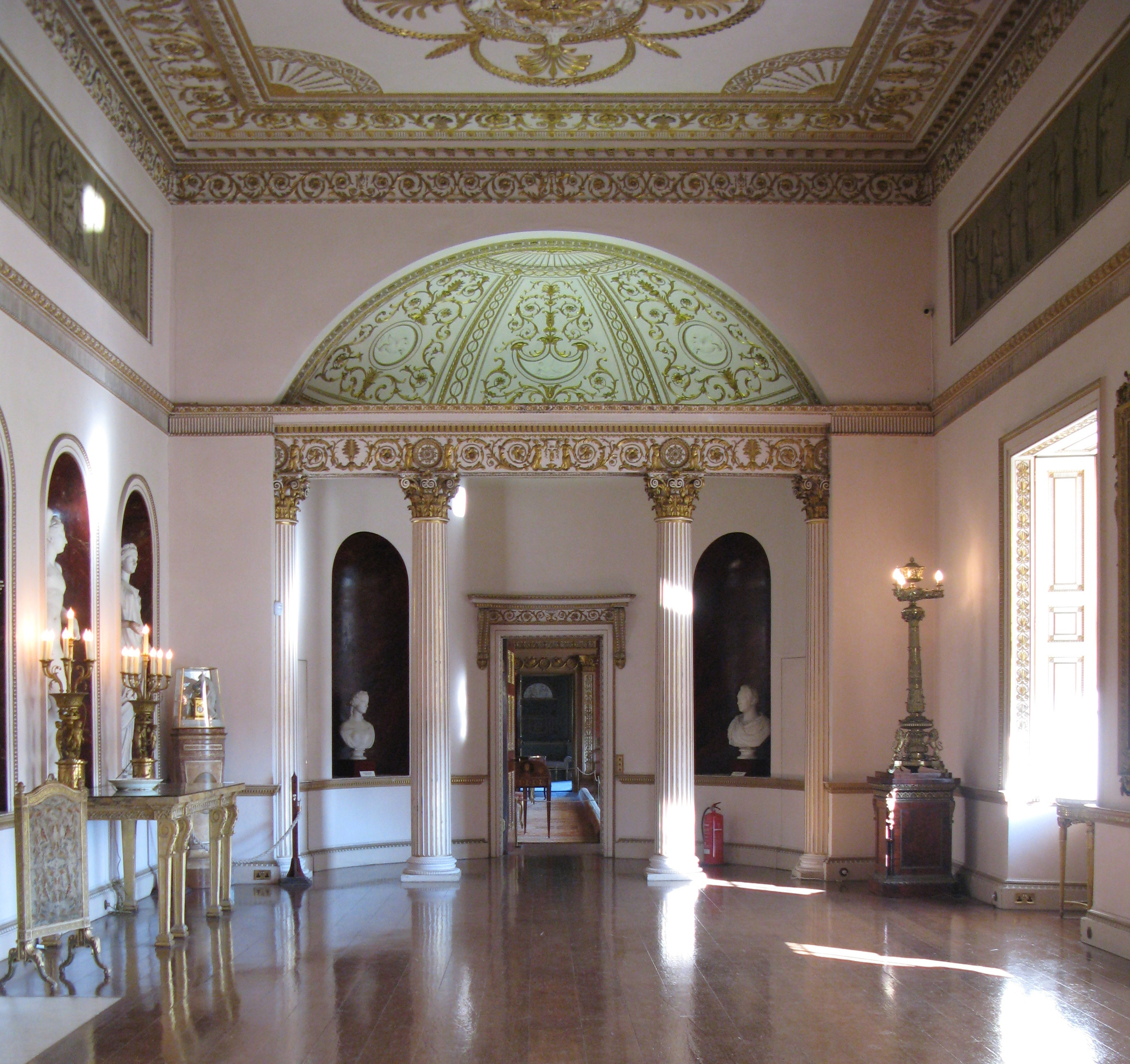
Grandi interni neoclassici di Adam

L'esterno della Syon House fu eretto nel 1547 mentre era di proprietà del I duca di Somerset. L'attuale interno di Syon è stato progettato da Robert Adam nel 1762 su commissione del primo duca e duchessa di Northumberland.
Si dice che il famoso "stile Adam" sia iniziato con Syon House. Fu commissionata per essere costruita in stile neoclassico, che fu realizzato, ma lo stile eclettico di Adam non finiva li. Syon è piena di molteplici stili e ispirazioni tra cui un'enorme influenza dell'antichità romana, stili romantici, pittoreschi, barocchi e manieristi molto visibili e un pizzico di gotico. Ci sono anche prove nei suoi motivi decorativi della sua influenza di Pompei che ricevette mentre studiava in Italia. Il progetto di Adam per Syon House includeva una serie completa di stanze al piano nobile, una rotonda a cupola con un colonnato interno circolare destinato al cortile principale ("destinato a" nel senso che questa rotonda non venne costruita per mancanza di fondi), cinque stanze principali sul lato ovest, est e sud dell'edificio, un'anticamera con pilastri famosa per il suo colore, una Sala Grande, uno scalone d'onore (sebbene non sia stato costruito così grande come originariamente progettato) e una Lunga Galleria che si estendeva per 41 metri. L'aggiunta più famosa di Adam fu la suite delle sale di rappresentanza che rimangono esattamente come vennero costruite.
Più specifico l'interno delle stanze dove risplendono i dettagli elaborati e il colore. Adam aggiunse dettagliati camini in marmo, porte e portoni nella Drawing Room, insieme a colonne scanalate con capitelli corinzi. La lunga galleria, alta e larga 4,2 metri, contiene molti recessi e nicchie, nella spessa parete, destinati a contenere libri insieme a decorazioni e nicchie con pareti e soffitto ricoperti di stucco. In fondo alla galleria c'è un armadio con un cerchio a cupola sorretto da otto colonne; a metà delle colonne è un portale che imita una nicchia.
Nel 1820 la parte nord della casa che non fu completata da Adam fu ridisegnata dal III Duca. In quel momento la casa era stata anche rifatta in pietra di Bath e ricostruito il portico. Si pensa che questa ristrutturazione sia stata eseguita dall'architetto Thomas Cady, che aveva lavorato in altre tenute appartenenti alla famiglia Percy.
Syon House fu nuovamente ristrutturata nel 1860. Il IV duca fece collocare soffitti in gesso in stile rinascimentale nel salotto di famiglia, nella sala da pranzo e nella sala delle stampe.
Il progetto definitivo di Syon House comprendeva un ingresso, un'anticamera, una sala da pranzo di stato, un salotto di stato, una lunga galleria, uno studio, un altro salotto, una stanza delle stampe, un salotto di famiglia, una sala da pranzo di famiglia, appartamenti privati all'ultimo piano per la famiglia e un grande scalone.

## Syon Park
Syon Park è un parco di 80 ettari al confine con il Tamigi, guardando oltre il fiume verso i Kew Gardens. Vicino alle sue sponde c'è un prato di marea inondato due volte al giorno dal fiume. Contiene più di 200 specie di alberi rari. Sebbene il parco e il lago siano stati progettati da Capability Brown nel 1760, il loro carattere oggi è del XIX secolo. La vasca circolare ha una copia del Mercurio del Giambologna. Il parco e la casa sullo sfondo sono stati dipinti dall'altra parte del Tamigi da William Turner c. 1802-1810 nel dipinto Zion House, Isleworth e in due capricci nel 1805.

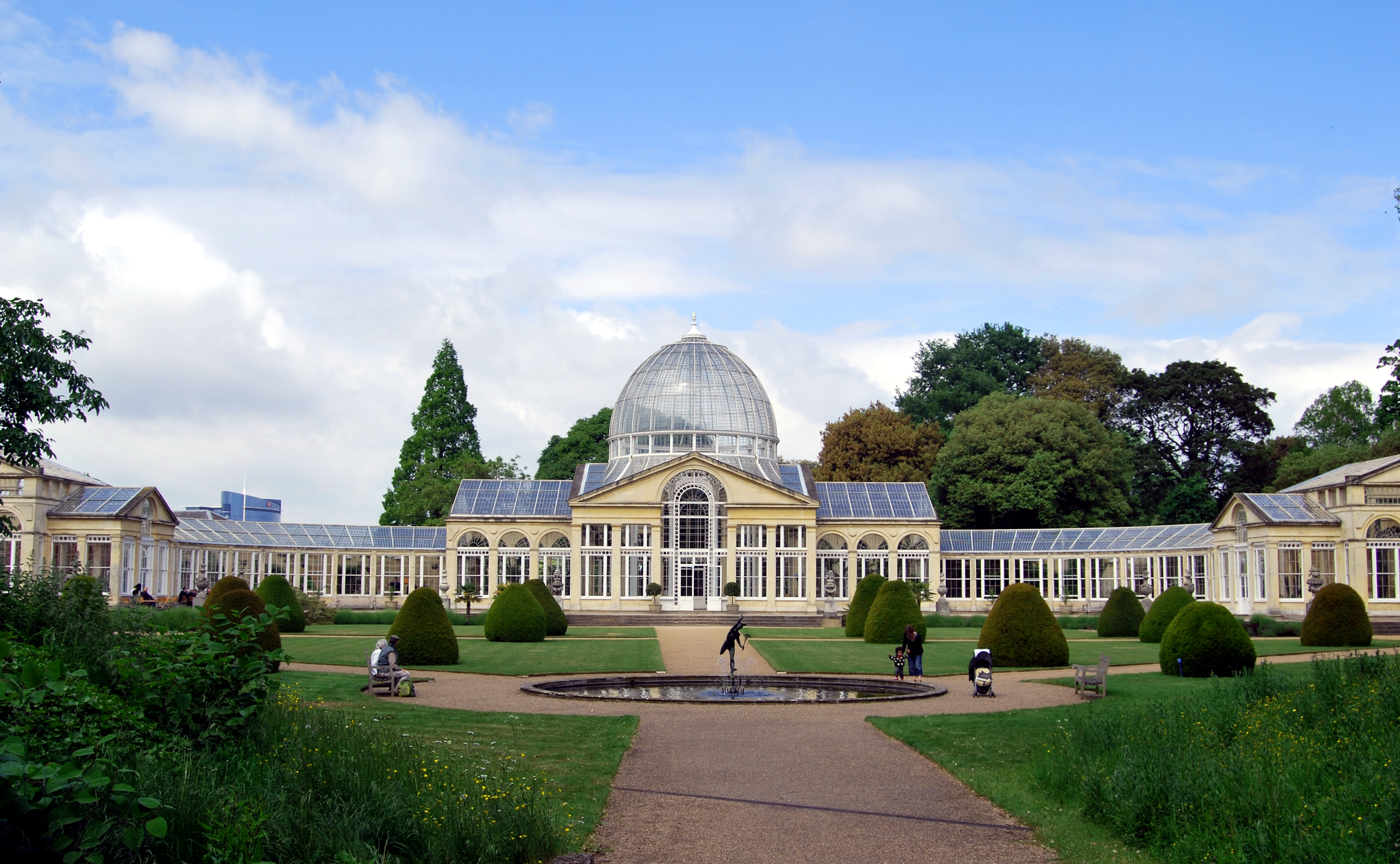
Syon House Great Conservatory

Il Great Conservatory nei giardini, progettato da Charles Fowler negli anni 1820 e completato nel 1827, fu il primo giardino d'inverno ad essere costruito in metallo e vetro su larga scala ed è classificato di I grado.
Henry Percy, XI duca di Northumberland, capo della famiglia dal 1988 al 1995, era noto per aver piantato molti alberi nei terreni di Syon.
Nel 2002, il poeta inglese Geoffrey Hill ha pubblicato un poema, The Orchards of Syon, con grande successo. The Orchards of Syon si concentra sulla storia della regione e in particolare sul frutteto di alberi rari piantati per la prima volta nell'Abbazia di Syon.
La London Butterfly House ha avuto sede nel parco di Syon Park dal 1981 fino alla sua chiusura il 28 ottobre 2007 a causa dei piani del Duca di Northumberland di costruire un complesso alberghiero sul terreno. Nel 2004, è stata concessa la licenza edilizia per il lussuoso Radisson Edwardian Hotel da 35 milioni di sterline. Nel 2011 ha aperto sul sito l'hotel Syon Park Waldorf Astoria. L'hotel è stato rinominato Hilton London Syon Park nel 2013.
Nel parco di Syon c'era anche l'Heritage Motor Museum, una collezione di auto d'epoca, anch'essa fondata nel 1981. A causa di un notevole aumento del numero di veicoli acquistati, nel 1993 il museo ha chiuso e la sua collezione è stata trasferita all'Heritage Motor Center di Gaydon nel Warwickshire. Prima di ciò, Syon House ha ospitato la London Transport Collection dopo la chiusura del museo Clapham e prima del suo trasferimento a Covent Garden nel 1980.
Nel 2002 è stato avviato uno scavo archeologico annuale, originariamente dal programma televisivo Time Team di Channel 4, per portare alla luce i resti dell'abbazia perduta. Lo scavo annuale è ora intrapreso dal Birkbeck College parte dell'Università di Londra. È supportato da una mostra permanente nel sottosuolo.
Nel novembre 2010 sono stati riportati i risultati di uno scavo archeologico effettuato due anni prima sul sito del nuovo albergo, con gli scavi che hanno portato alla luce i resti di un villaggio romano che esisteva in quella che allora era la periferia rurale di Londinium. I manufatti scoperti includevano 11.500 frammenti di ceramica, 100 monete e pezzi di gioielleria. Alcuni dei reperti rimangono inspiegabili, come il ritrovamento di scheletri "sepolti in fossati posti al loro fianco". Sebbene gli scheletri risalgano al periodo romano, l'archeologo anziano ha affermato che questa pratica di sepoltura era "più suggestiva di riti preistorici sconosciuti rispetto alla pratica romana".
Syon Park è un sito di particolare interesse scientifico e classificato di I grado.

## Nella cultura popolare
Nonostante si trovi sulla rotta degli aerei in atterraggio e decollo dal trafficato Aeroporto di Heathrow, la casa storica e il giardino sono un luogo molto usato per le riprese in particolare per film e programmi televisivi, tra i quali:
- Endeavour
- Poirot
- Dancing on the Edge
- Byron
- The Devil's Jest (1954)[23]
- Bedazzled
- Fall of Eagles
- The Lost Prince
- The Young Visiters
- Longitude
- Looking for Victoria
- Daniel Deronda
- Wives and Daughters
- Love in a Cold Climate
- Gosford Park[24]
- The Madness of King George
- King Ralph[25]
- The Wings of the Dove
- Emma[26]
- The Golden Bowl
- The Avengers[27]
- Killing Eve
- Belgravia[28]
- Bridgerton[29]

Il "conservatory" (serra) è apparso (come il paradiso) nella versione originale del 1967 di Bedazzled, avendo già avuto un ruolo di primo piano nel primo lungometraggio di John Boorman Prendeteci se potete (1965, apparentemente un veicolo per i Dave Clark Five), è stato mostrato in una sequenza onirica nel film del 1993 di Meera Syal Bhaji on the Beach ed è stato anche l'ambientazione per il video musicale del singolo dei The Cure "The Caterpillar" del 1984, diretto da Tim Pope e anche per il video musicale del singolo del 1973 di David Cassidy "Daydreamer". Nel 2002 il Great Conservatory ha ospitato l'esibizione inaugurale del gruppo operistico Isleworth Baroque (ora Richmond Opera), una rappresentazione di Aci e Galatea di Händel.

## Galleria d'immagini

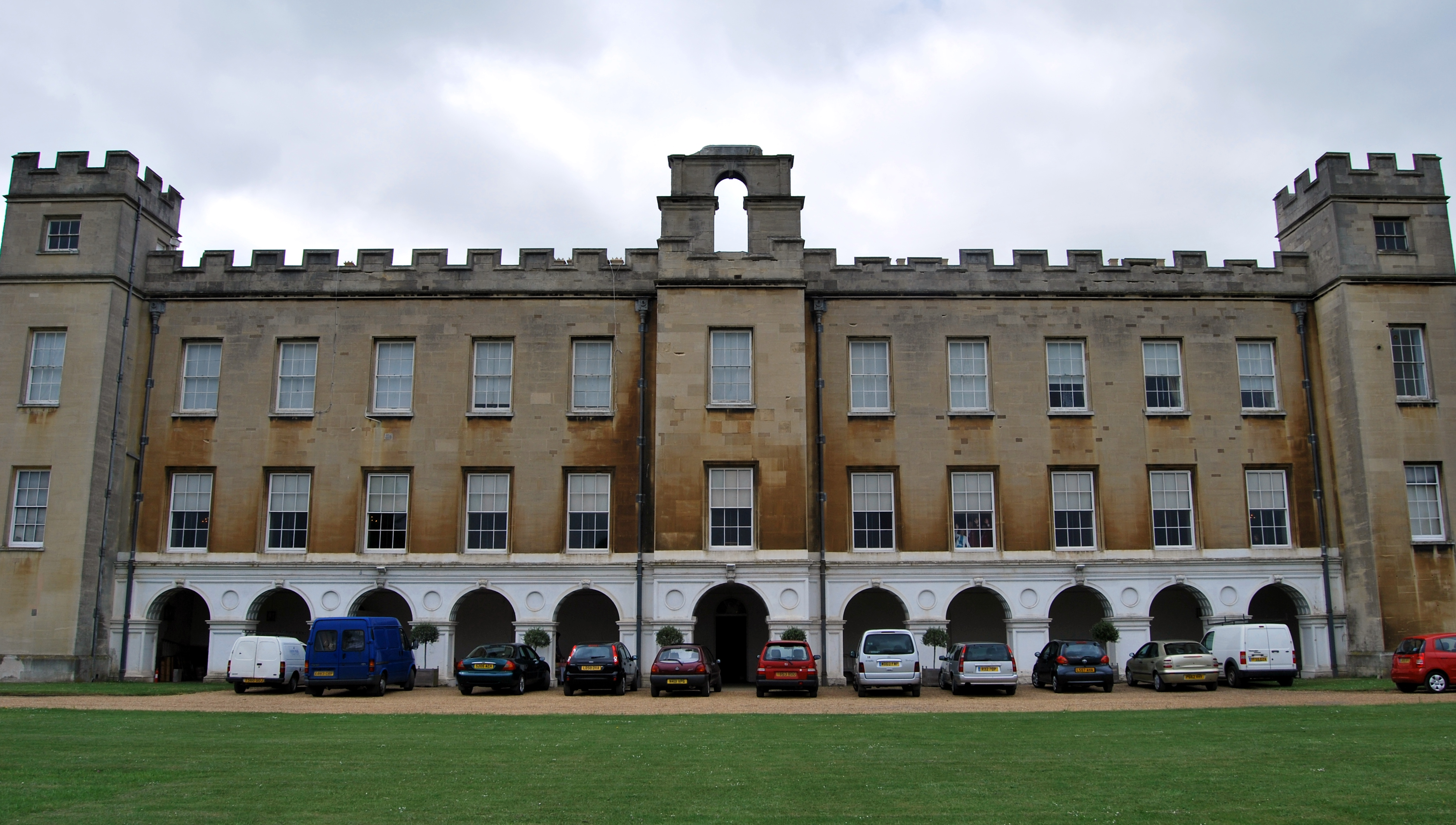
Facciata est di Syon House (c. 2010)
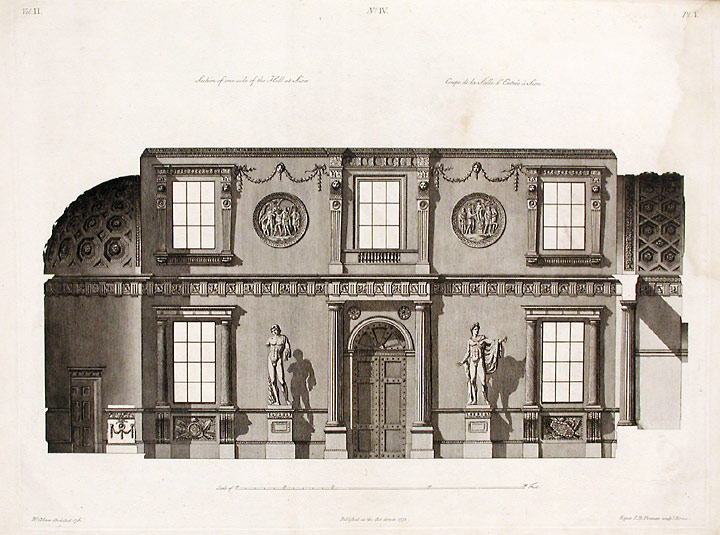
Un progetto per la sala di Robert e James Adam
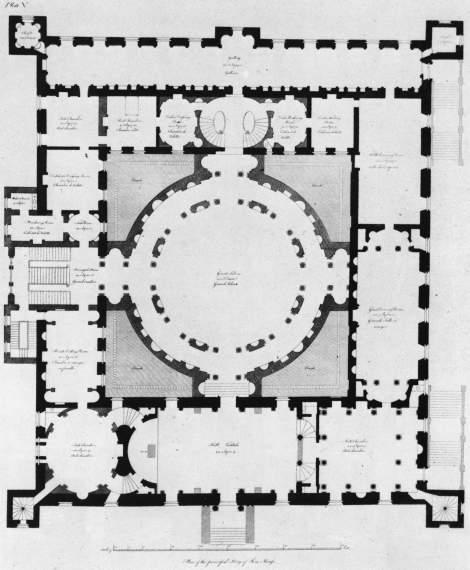
Pianta di Robert Adam per la ricostruzione di Syon House
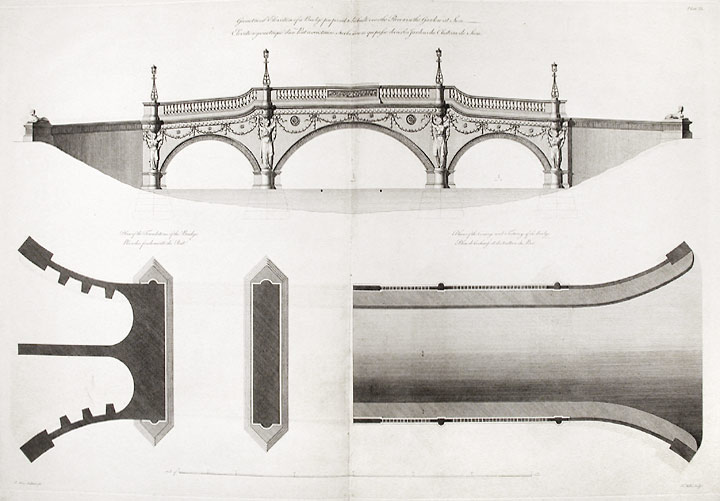
Progetto di Adam per un ponte a Syon Park
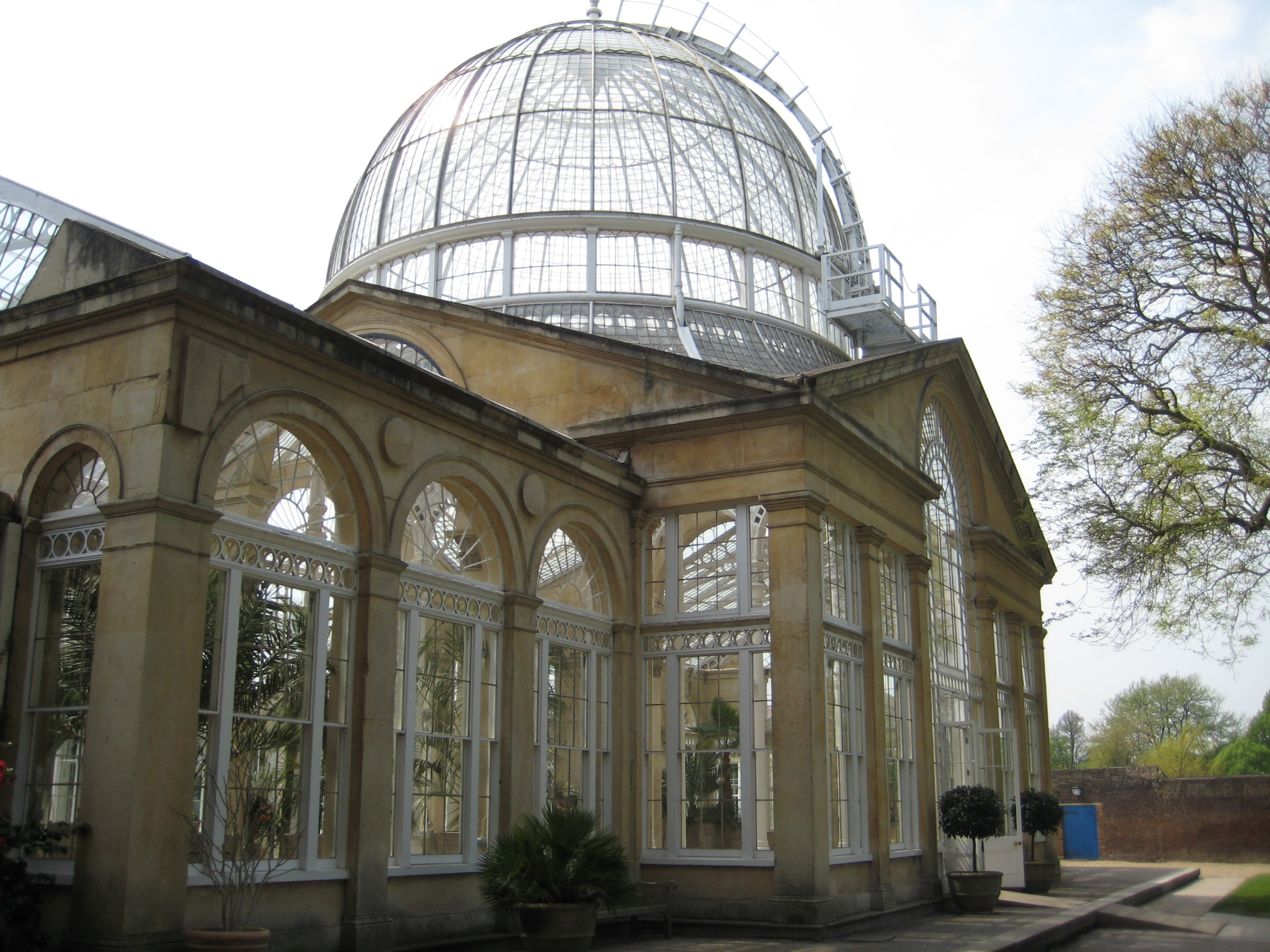
Vista laterale del giardino d'inverno
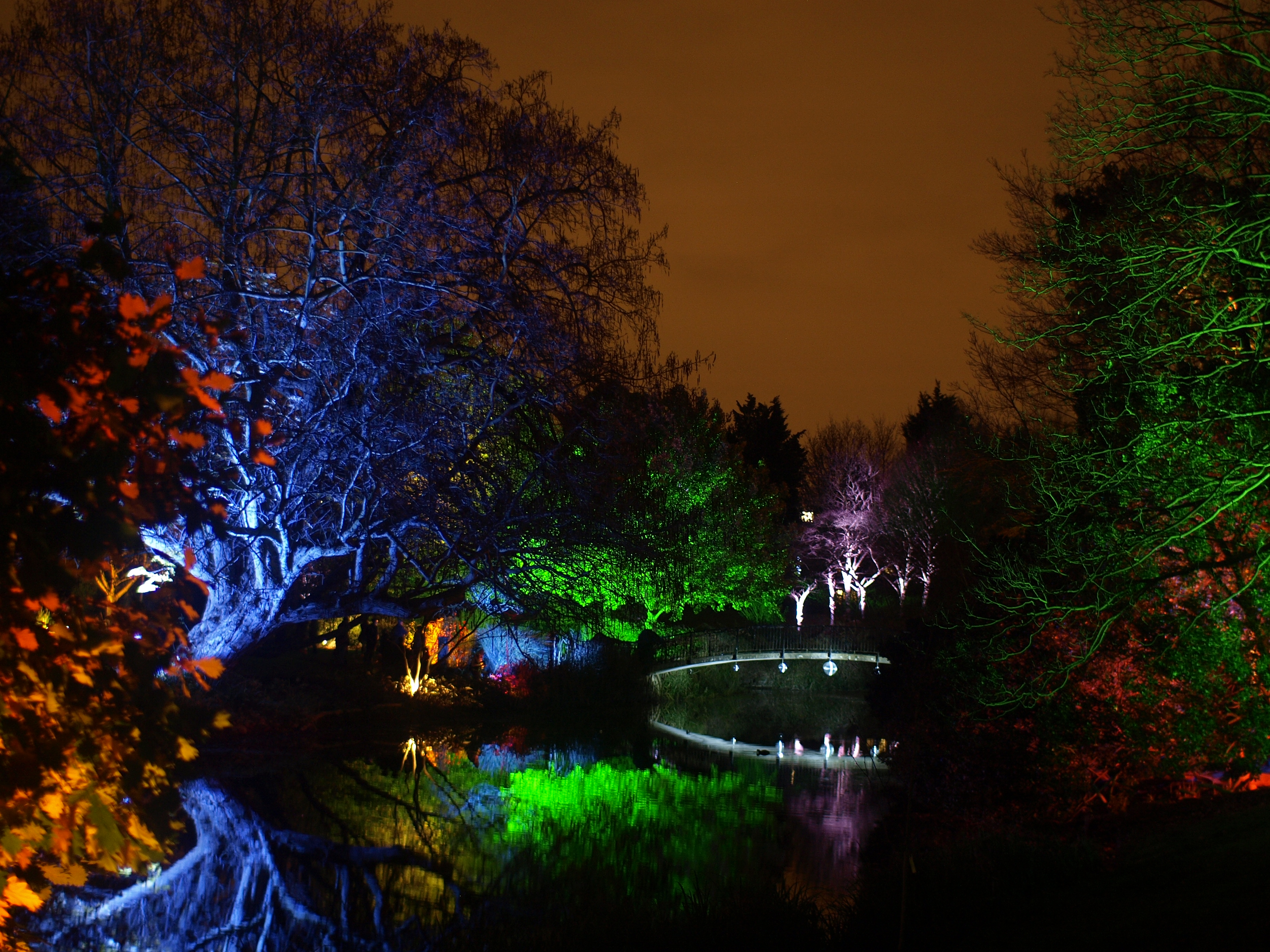
Syon Park, bosco incantato